# 紙の動物園
『紙の動物園』（かみのどうぶつえん）は、ケン・リュウによるSF小説短編集。
全15篇を収録した日本オリジナル編集本。2015年4月22日に刊行された。

## 収録作品
「紙の動物園」「月へ」「結縄（けつじょう）」「太平洋横断海底トンネル小史」「心智五行」「愛のアルゴリズム」「文字占い師」「もののあはれ」「潮汐」「選抜宇宙種族の本づくり習性」「どこかまったく別な場所でトナカイの大群が」「円弧（アーク）」「波」「1ビットのエラー」「良い狩りを」

## 書誌情報
- 紙の動物園[1]（2015年4月22日、早川書房刊、 ISBN 978-4153350205）[注 1][注 2]
- 紙の動物園 ケン・リュウ短編傑作集1[2]（2017年4月6日、ハヤカワ文庫刊、ISBN 978-4150121211）[注 1]
- もののあはれ ケン・リュウ短編傑作集2[3]（2017年5月9日、ハヤカワ文庫刊、ISBN 978-4150121266）[注 2]

## 映画『Arc アーク』
「円弧（アーク）」を原作とした映画で、2021年6月25日に公開。監督は石川慶、主演は芳根京子。